# Kamenička
La rue Kamenička (en serbe cyrillique : Каменичка), est une rue de Belgrade, la capitale de la Serbie, située dans la municipalité urbaine de Savski venac.

## Parcours
La rue Kamenička naît dans le prolongement de la rue Savski venac, au croisement de la rue Lomina. Elle s'oriente vers le sud-ouest et traverse la rue Gavrila Principa. Elle longe ensuite le parc Luke Đulevovića (sur la gauche) et aboutit à la rue Karađorđeva.

## Éducation
Plusieurs établissements d'éducation se trouvent dans la rue, comme la Faculté d'économie de l'université de Belgrade, située au n° 6. Le lycée philologique de Belgrade, dont l'origine remonte à 1870, est situé au n° 2 de la rue.